# Iglesia de San Esteban (Newark)
La Iglesia Evangélica Unida Alemana de San Esteban (en inglés, St. Stephan's German United Evangelical Church) es una iglesia histórica luterana de la ciudad de Newark (Estados Unidos). Está situada en la calle Ferry y la avenida Wilson. Fue diseñada por George Staehlin. Fue agregada al Registro Nacional de Lugares Históricos en 1972.

## Historia
La Iglesia Evangélica Unida Alemana de San Esteban se organizó el 17 de marzo de 1874 para una congregación de habla alemana. La iglesia surgió de una facción de la Tercera Iglesia Presbiteriana Alemana, de tradición reformada. La facción que se separó estaba liderada por el reverendo Oscar Kraft, que tenía antecedentes luteranos, y que fue seguido por tres cuartas partes de la congregación.
Las primeras reuniones de la nueva congregación se llevaron a cabo en una carpintería en la calle Merchant. La piedra angular del futuro edificio se colocó el 25 de junio de 1874. La obra se terminó en diciembre del mismo año. Su nombre original fue Iglesia de Cristo Unida Germano-Americana (en inglés, German-American United Church of Christ).
La comunidad alemana permaneció hasta los años 1930. En las décadas de 1950 y 1960 llegaron inmigrantes portugueses, seguidos en los años 1990 por brasileños. En las últimas décadas ha visto un aumento en los inmigrantes de América Latina. La iglesia siguió dando misa en alemán hasta los años 1960. En la actualidad el templo sigue siendo luterano y sus servicios son en inglés, español y portugués.

## Arquitectura
La iglesia está ubicada en el distrito Ironbound de Newark. La fachada principal es ecléctica, con elementos neogeorgianos y neorrománicos. La entrada principal está enmarcada por dos contrafuertes diagonales y coronada por un rosetón.
El interior tiene algunos de los trabajos en madera más ornamentados entre las iglesias de Newark. Los muros de ladrillo rojo contrastan con los adornos de madera blanca, mientras que los tréboles de cuatro hojas están bien integrados en las aberturas de arco de medio punto de la fachada. Toda la composición está rematada por una espadaña blanca.

## En la cultura popular
La iglesia es una de las locaciones donde se filmó La guerra de los mundos, dirigida por Steven Spielberg en 2005.